# خوروستکیف
شهر خوروستکیف (اوکراینی: Хоростків, (به لهستانی: Chorostków)) در استان ترنوپیل در کشور اوکراین واقع شده‌است. جمعیت این شهر ۶,۷۰۳ نفر (۲۰۲۱ تخمینی) است.